# Hammarby IF
Hammarby IF je švedski hokejski klub iz Stockholma, ki je bil ustanovljen leta 1920. Z osmimi naslovi švedskega državnega prvaka je eden najuspešnejših švedskih klubov iz prvih treh desetletij švedske lige. 

## Lovorike
- Švedska liga: 8 (1931/32, 1932/33, 1935/36, 1936/37, 1941/42, 1942/43, 1944/45, 1950/51)